# Виток річки Либідь
«Виток річки Либідь» — гідрологічна пам'ятка природи місцевого значення. Розташований на території Солом'янського району міста Києва (Україна). Створений 2 грудня 1999 року. Площа — фактичної немає. Землекористувач — комунальне підприємство з утримання зелених насаджень у Солом'янському районі.

## Історія
Гідрологічна пам'ятка природи місцевого значення була створена рішенням Київської міськради № 147/649 від 2 грудня 1999 року з метою збереження, охорони та використання в естетичних, виховних, природоохоронних, наукових і оздоровчих цілях гідрологічного об'єкта. На території пам'ятки природи заборонена будь-яка господарська діяльність, в тому числі та, що призводить до пошкодження природних комплексів.

## Опис
Пам'ятка природи представлена витоком річки Либідь, розташованим на території парку Відрадний на північ від перетину вулиць Героїв Севастополя і Михайла Донця. Вода з джерел впадає в ставок Відрадний, далі річка тече каналізованим руслом.

## Галерея

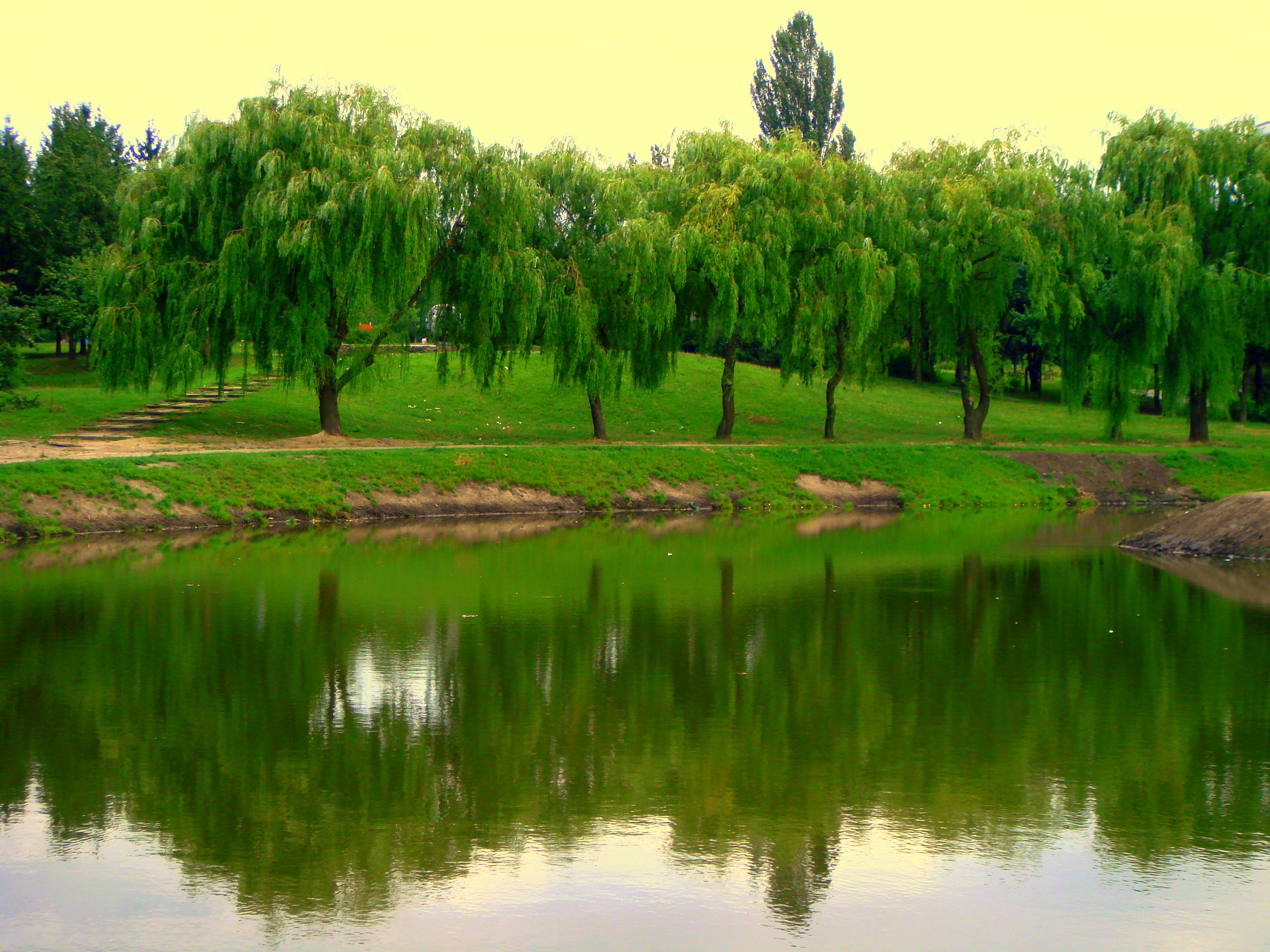
Виток ріки Либідь, парк «Відрадний» 14 липня 2007 року
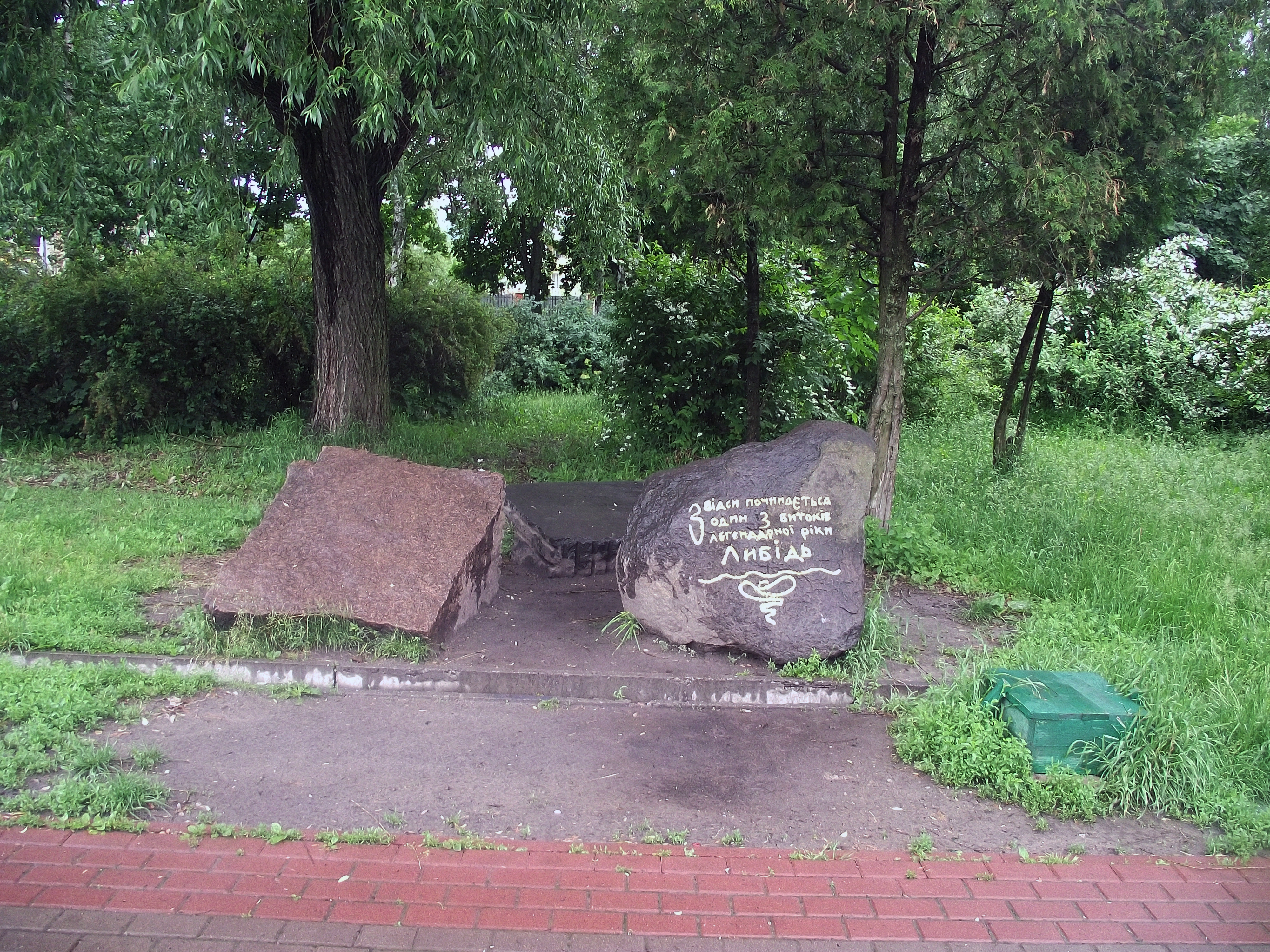
Виток ріки Либідь, парк «Відрадний» 31 травня 2014 року
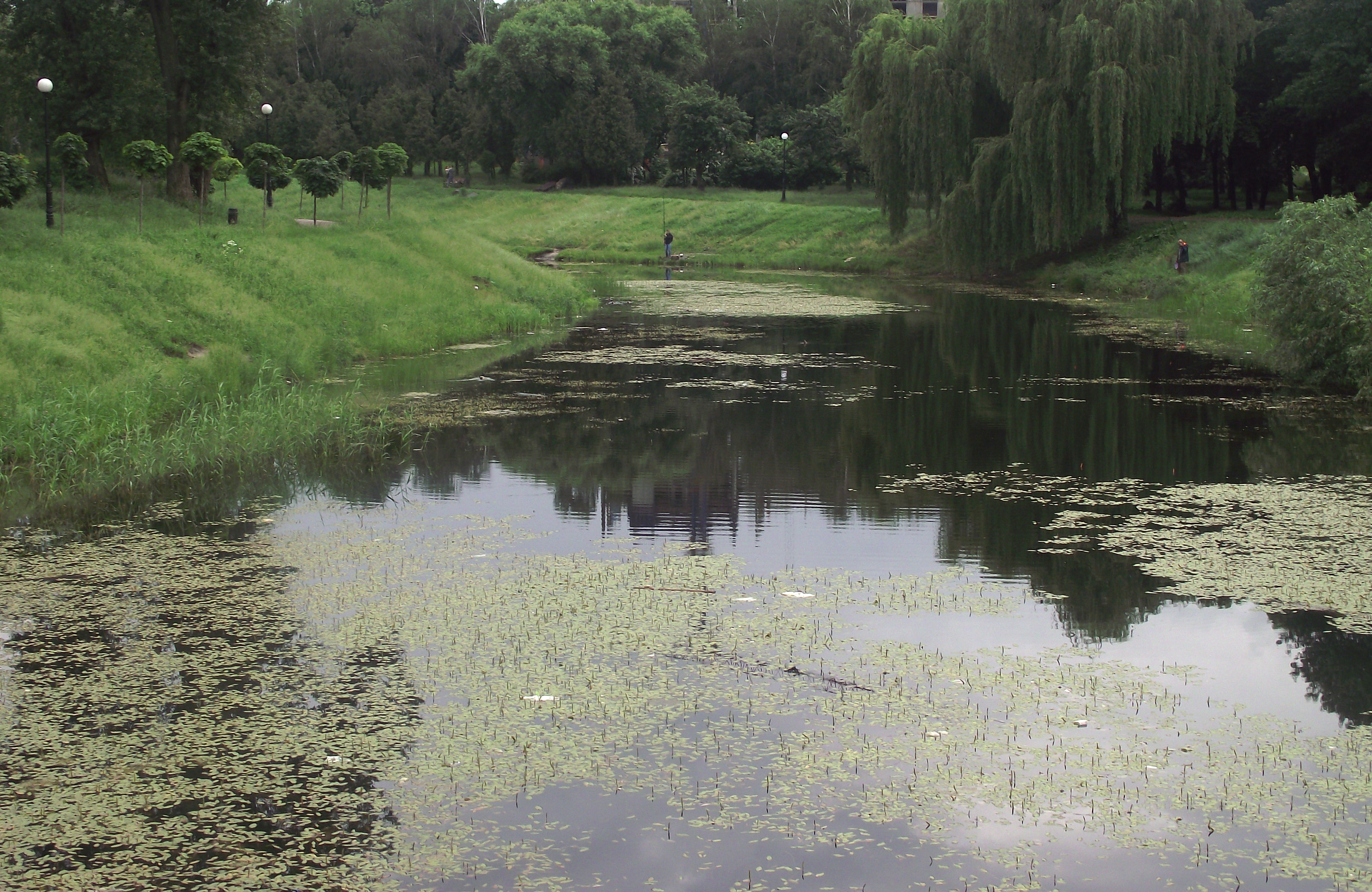
Виток ріки Либідь, парк «Відрадний» 31 травня 2014 року
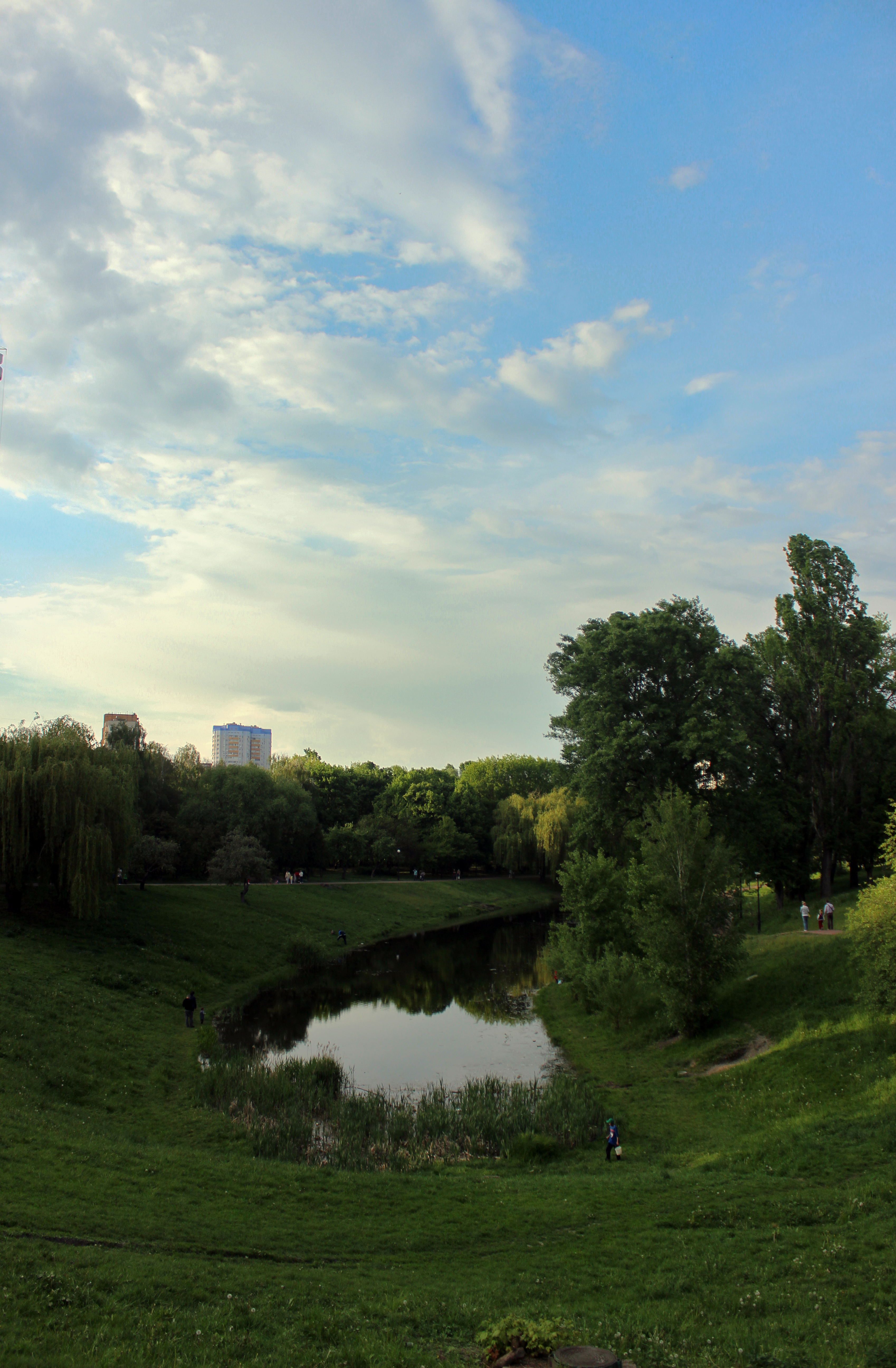
Виток ріки Либідь, парк «Відрадний» 10 травня 2016 року